# Lithothamnion intermedium
Lithothamnion intermedium Kjellman, 1883  é o nome botânico  de uma espécie de algas vermelhas  pluricelulares do gênero Lithothamnion, subfamília Melobesioideae.
- São algas marinhas encontradas na Escandinávia, China e Japão.

## Sinonímia
- Lithothamnion fruticulosum f. intermedium  (Kjellman) Foslie, 1895
- Lithothamnion fruticulosum f. glomeratum  Foslie, 1895
- Lithothamnion intermedium f. subdistans  Foslie, 1905
- Lithothamnion intermedium f. glomeratum  (Foslie) Foslie, 1905